# Ružička-Ringsynthese
Die Ružička-Ringsynthese (auch Ružička-Cyclisierung oder Ružička-Reaktion genannt) ist eine Namensreaktion der organischen Chemie, die erstmals 1926 von Lavoslav Ružička (1887–1976) beschrieben wurde. Mit Hilfe dieser Synthese lassen sich cyclische Ketone herstellen.

## Übersichtsreaktion
Eine langkettige α,ω-Dicarbonsäure 1 wird durch Erhitzen bei 350–400 °C und mit Hilfe eines geeigneten Katalysators (hier Thoriumdioxid) zu einem cyclischen Keton 2 umgesetzt.

## Allgemeines
Die Salzdestillation nach Ružička ist ein praktisch überholtes Verfahren. Es eignet sich jedoch zur Herstellung von Cycloheptanon. Vor allem bei der Synthese von Cyclopentanonen und Cyclohexanonen liefert dieses Verfahren eine gute Ausbeute. Ružička selbst synthetisierte makrocyclische Ketone mit Hilfe dieser Methode. Dabei wurde mit der Reihe der Polymethylendicarbonsäuren experimentiert. Hierbei wurde festgestellt, dass die Effektivität dieser Synthese stark davon abhängig ist, von welchem Metall ein Salz genutzt wird. Besonders gut eigneten sich die Salze des Thoriums und des Cers als Katalysatoren für die Ružička-Ringsynthese.

## Beispiele
Die Methode wurde von Ružička auf die Reihe der Polymethylendicarbonsäuren übertragen. Die Reihe beginnt mit Nonan-1,9-dicarbonsäure 1 aus der sich Cyclodecanon 2 synthetisieren lässt.
Das letzte Glied dieser Reihe bildet die Heptadecan-1,17-dicarbonsäure 3 aus der erstmals ein 18-gliedriger Ring hergestellt wurde, es bildet sich  Cyclooctadecanon 4.

## Anwendung
Die geringe Ausbeute bei der Herstellung makrocyclischer Ketone ist der Grund dafür, dass sich das Verfahren nicht für industrielle Anwendung eignet. Auch für die Synthese von Cyclopentanonen und Cyclohexanonen gibt es für die Industrie günstigere Verfahren mit besseren Ausbeuten.